# Кулжабаев, Бекбосын
Бекбосын Кулжабаев (1898—1938) — казахский общественный деятель. С 1921—1930 года председатель Союза бедноты Аулиеатинского уезда, Сырдарийнского областного земельно-водного комиссариата, ответственный секретарь союза «Бедноты» КазАССР. С 1931—1937 годы занимал ответственные посты в Аулиеатинской окрестности. Репрессирован в 1938 году.

## Семья
Сын: Кулжабаев, Еркинбек Бекбосынович